# Фархад Тахіров
Фархад Тахіров (азерб. Fərhad Tahirov, 12 квітня 1987) — азербайджанський шахіст, гросмейстер (2002).